# Leanord Elan
Leanord Elan (Elan) је професионални рачунар, производ фирме Leanord који је почео да се израђује у Француској током 1985. године.
Користио је 80286 као централни микропроцесор а RAM меморија рачунара Elan је имала капацитет од 128 до 640 KB. 
Као оперативни систем коришћен је MS-DOS 3.1.

## Детаљни подаци
Детаљнији подаци о рачунару Elan су дати у табели испод.
|                       |                                                                   |
| [ 1 ]                 |                                                                   |
| Произвођач            |                                                                   |
| Тип                   | професионални рачунар                                             |
| Меморија              | 128 до 640 KB                                                     |
| Поријекло             | Француска                                                         |
| Година                | 1985                                                              |
| Тастатура             | стандардна AT                                                     |
| Процесор              |                                                                   |
| Фреквенција процесора | 8.77 или 12 (Turbo мод)                                           |
| RAM                   | 128 до 640 KB                                                     |
| ROM                   |                                                                   |
| Текст                 | 40 или 80 стубова x 25 линија                                     |
| Графика               | 640 x 200 (CGA) или 720 x 348 (Hercules) зависно од видео картице |
| Боја                  | 16                                                                |
| Звук                  | уграђени звучник - стандардни PC мали звучник                     |
| Димензије             | 436 x 245 x 90 / приближно 3,6                                    |
| Портови               |                                                                   |
| Оперативни систем     |                                                                   |